# NGC 6223
NGC 6223 (również PGC 58828 lub UGC 10527) – galaktyka eliptyczna (E-S0), znajdująca się w gwiazdozbiorze Smoka. Odkrył ją Heinrich Louis d’Arrest 24 września 1862 roku.